# Maroua

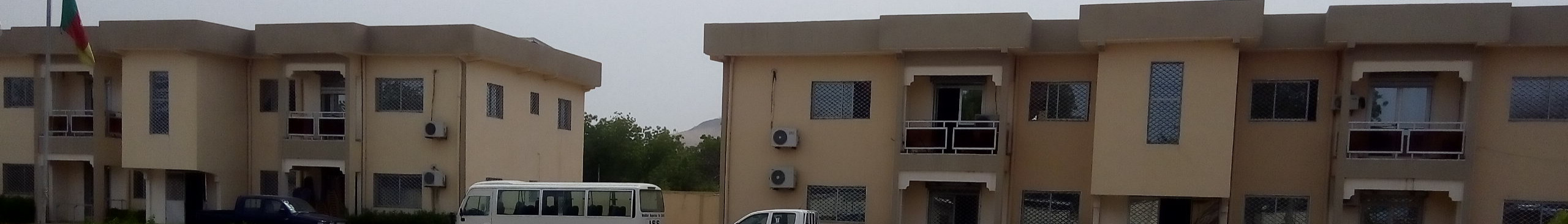
Universität Maroua (2015)

Maroua ist die Hauptstadt der kamerunischen Region Extrême-Nord und des Departements Diamaré. Es liegt auf 400 m Höhe an den Flüssen Ferngo und Kaliao. Nach dem Zensus von 2005 hat die Stadt 201.371 Einwohner.

## Geschichte
Maroua war bis Ende des 18. Jahrhunderts ein alter Zentralort der Guiziga, die seit der Einwanderung der Fulbe in das heutige Nordkamerun zunehmend in die Randlagen der Gebirgsregionen zurückgedrängt wurden. 1791/92 nutzten die Fulbe unter der Führung des Moodibbo Muhamman Selbe interne Machtauseinandersetzungen der Guiziga zur Besetzung von Maroua und bauten es zu ihrem nördlichsten Vorposten in der Region aus. Schon Anfang des 20. Jahrhunderts soll die Einwohnerzahl der Stadt 30.000 betragen haben. Sie wurde unter der Herrschaft der Fulbe zur Residenz eines vom Amir Fombina in Yola abhängigen Subamirats.
Im Dezember 1893 wurde die Stadt durch die deutschen Forschungsreisenden Edgar von Uechtritz-Steinkirch und Siegfried Passarge besucht. Im Januar 1902 besiegte im Gefecht von Miskin-Maroua bei Miskin südlich von Maroua eine Abteilung der deutschen Schutztruppe unter der Führung des Oberleutnants Hans Dominik die Armee des Amir Djubayru b. Aadama. Der regierende Ardo von Maroua, Aaamadu Rufaa'i, flüchtete mit Djubayru vor der deutschen Okkupationsmacht, die ihrerseits seinen Bruder Abdurraamaani Suyuudi zunächst zum Statthalter einsetzte und später unter dem Namen Suudi zum Lamido ernannte. Ihm gelang unter deutscher Protektion eine Ausweitung seines Machtbereichs zu Lasten der autochthonen Bevölkerung in der weiteren Umgebung.
Zur deutschen Kolonialzeit gehörte Maroua (deutsch: Marua oder Maraa) zur Residentur Adamaua. 1913 wurde die Stadt vorübergehend Sitz eines deutschen Offizierpostens. Im Übrigen blieb die Beeinflussung durch die deutsche Kolonialherrschaft vergleichsweise gering. Nach dem Ersten Weltkrieg wurde Maroua Teil des französischen Mandatsgebiets.

## Wirtschaft und Infrastruktur

### Wirtschaft
Der Markt von Maroua gehört zu den bedeutendsten Kameruns. Die Stadt ist zudem ein Zentrum der Baumwollindustrie und beherbergt das Technische Zentrum Maroua (Centre Technique de Maroua, CTM) und das Ausbildungszentrum für junge Frauen Saare Tabitha.

### Verkehr
Der Flughafen Salak liegt 17 km südwestlich von Maroua. Asphaltstraßen führen in nördlicher Richtung nach Mora und südlich nach Guider. Als Oberzentrum der Region ist Maroua auch mit den anderen Städten des Diamaré durch ein Netz von ganzjährig befahrbaren Pisten verbunden.

## Bildung
Die Universität von Maroua hat ihren Sitz in der Stadt.

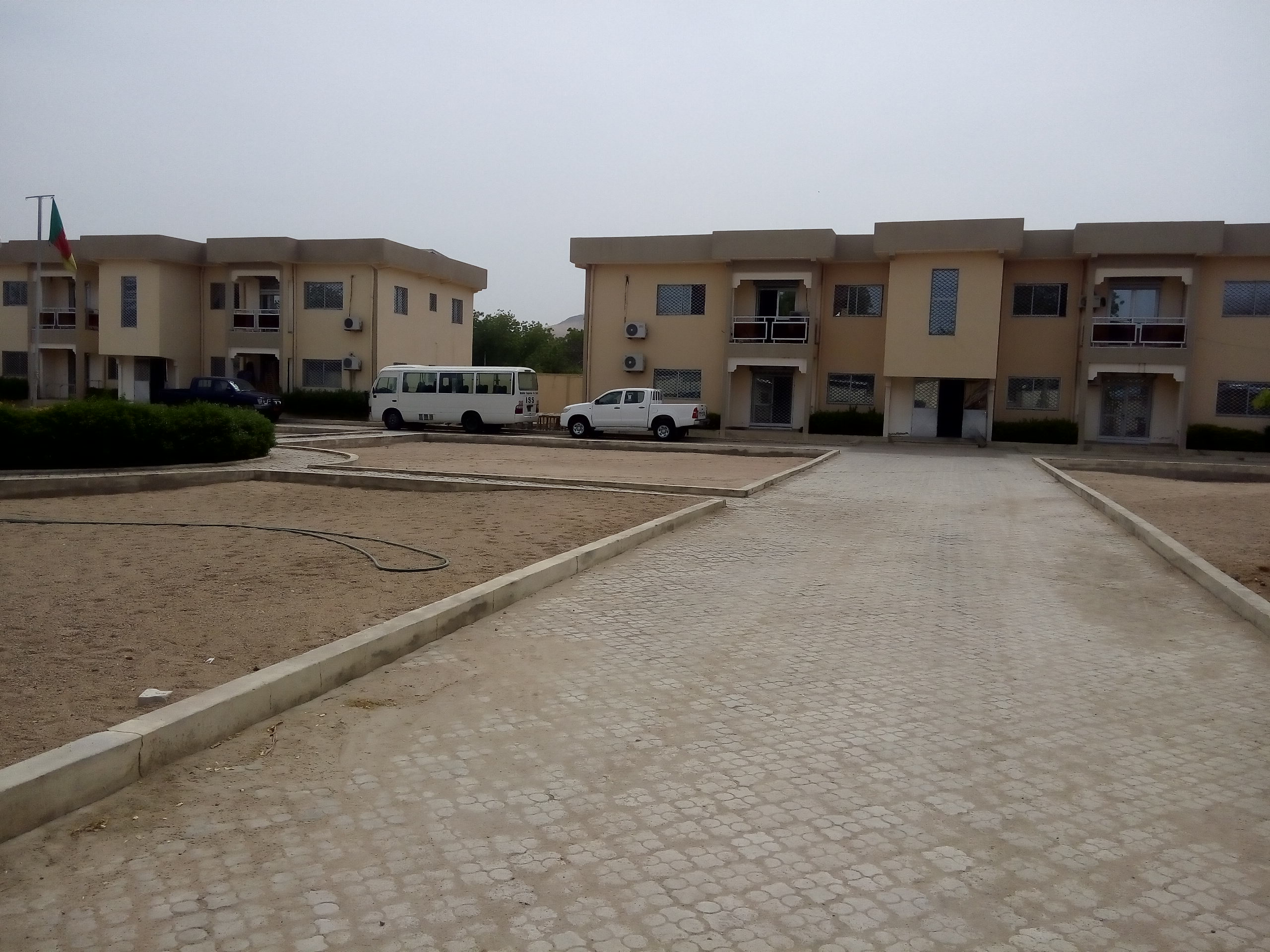
Rektoratsuniversität von Maroua (2015)

## Bevölkerung
Die Bevölkerungsentwicklung der Stadt: 
| Jahr          | Einwohner |
| ------------- | --------- |
| 1976 (Zensus) | 67.187    |
| 1987 (Zensus) | 123.450   |
| 2005 (Zensus) | 201.371   |

## Religion
Drei Viertel der Bevölkerung Marouas (74,6 %) gehören dem Islam an. Das Christentum ist mit über 20 % die zweitgrößte Religion. In den umliegenden Dörfern gibt es teilweise noch viele Anhänger traditioneller afrikanischer Religionen wie zum Beispiel Animisten, in der Stadt selbst dagegen kaum.

## Tourismus und Sehenswürdigkeiten
Maroua ist landesweit für sein Kunsthandwerk bekannt. Am Marktplatz zeigt das Diamaré-Museum Kunst und Kunsthandwerk der Ethnien Nordkameruns (Mousgoum, Massa, Kapsiki).

Transport in der Stadt
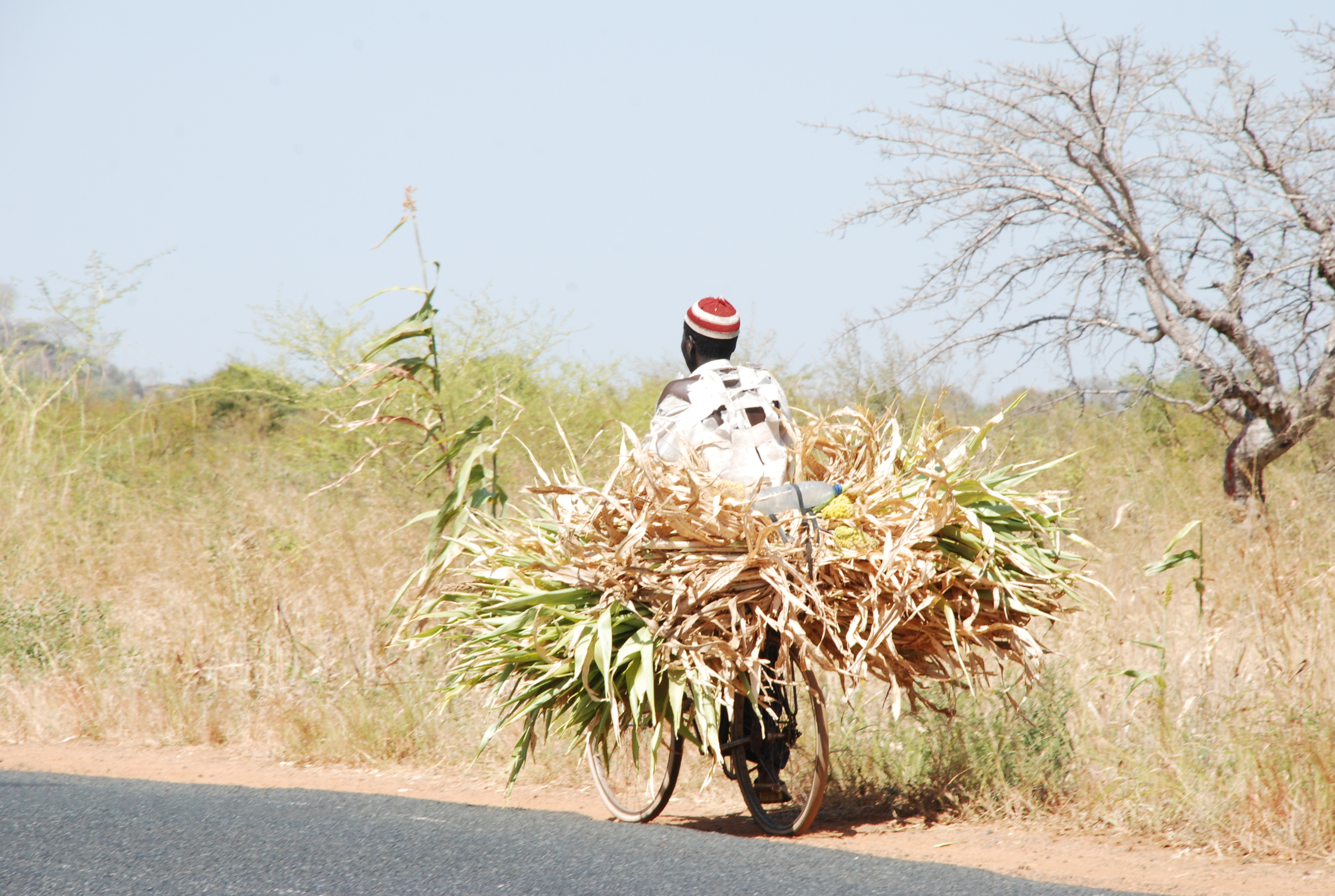
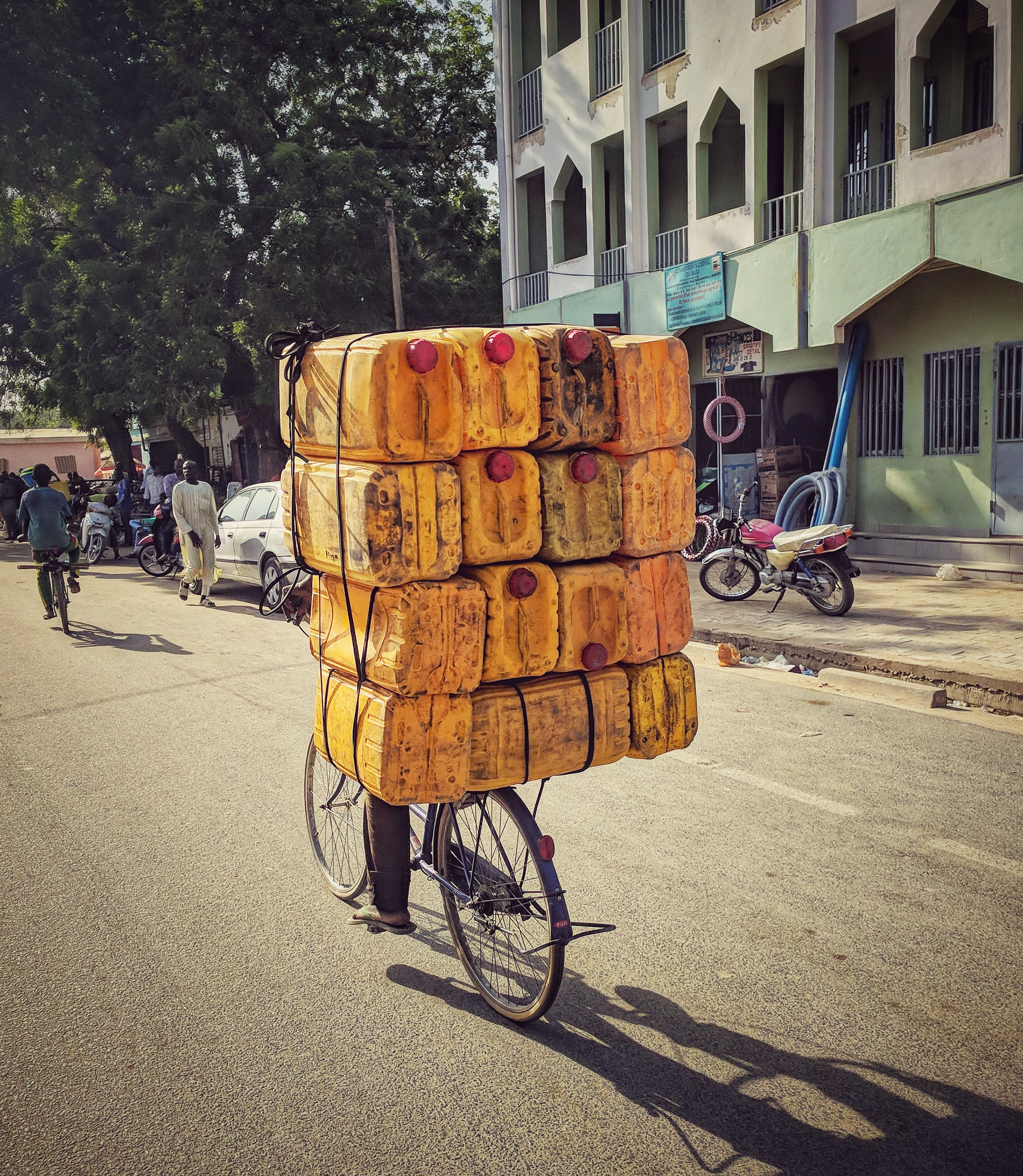
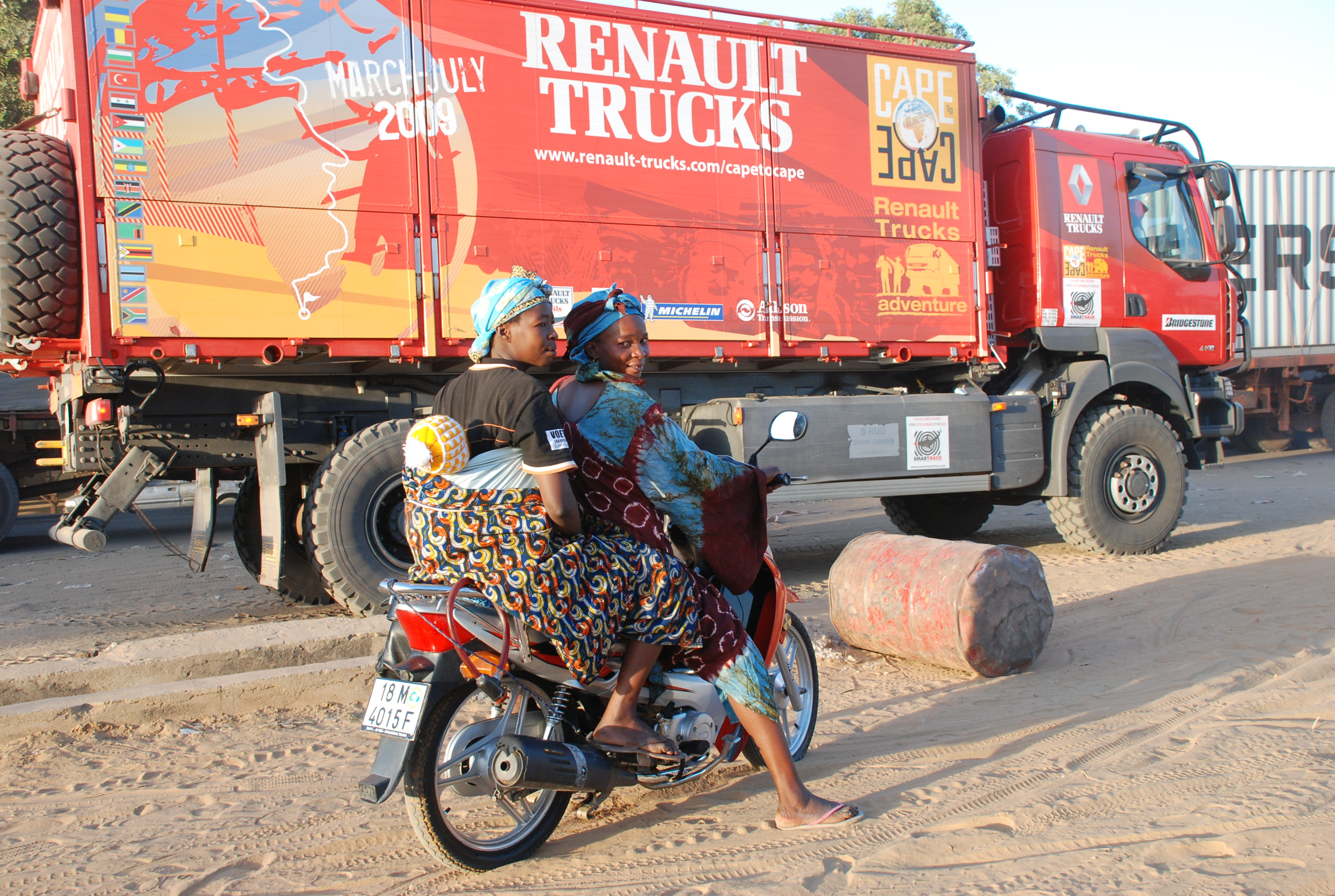
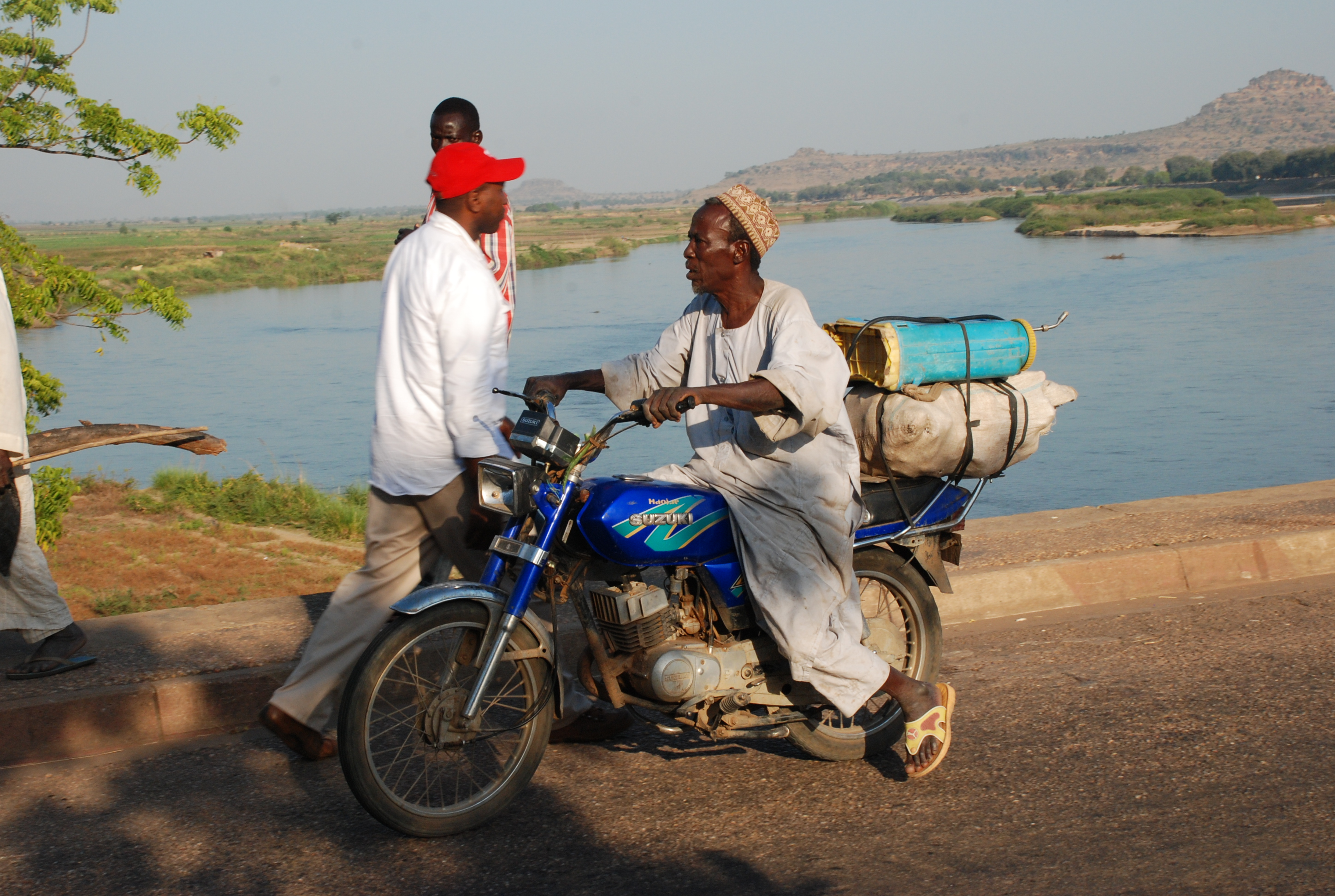
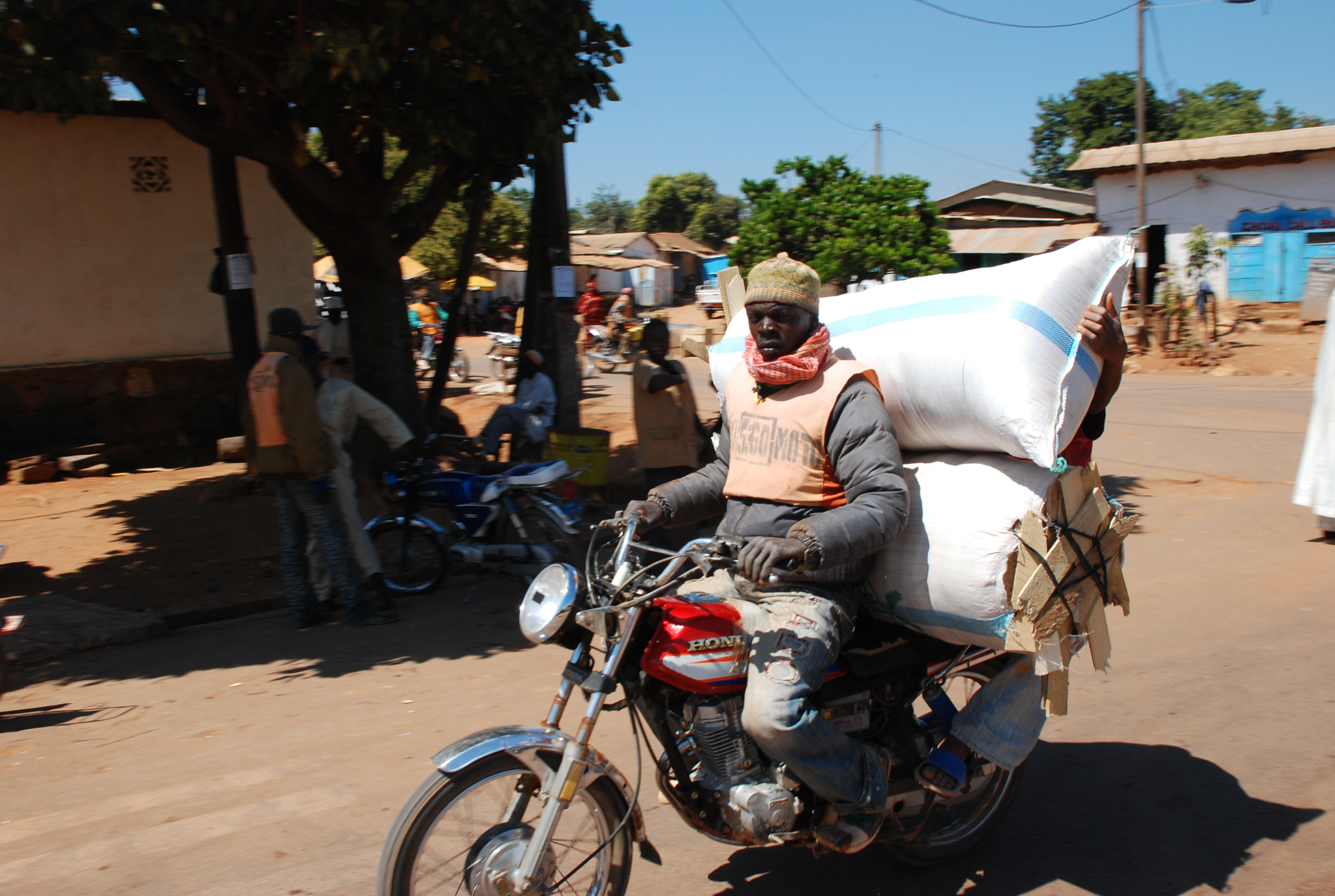
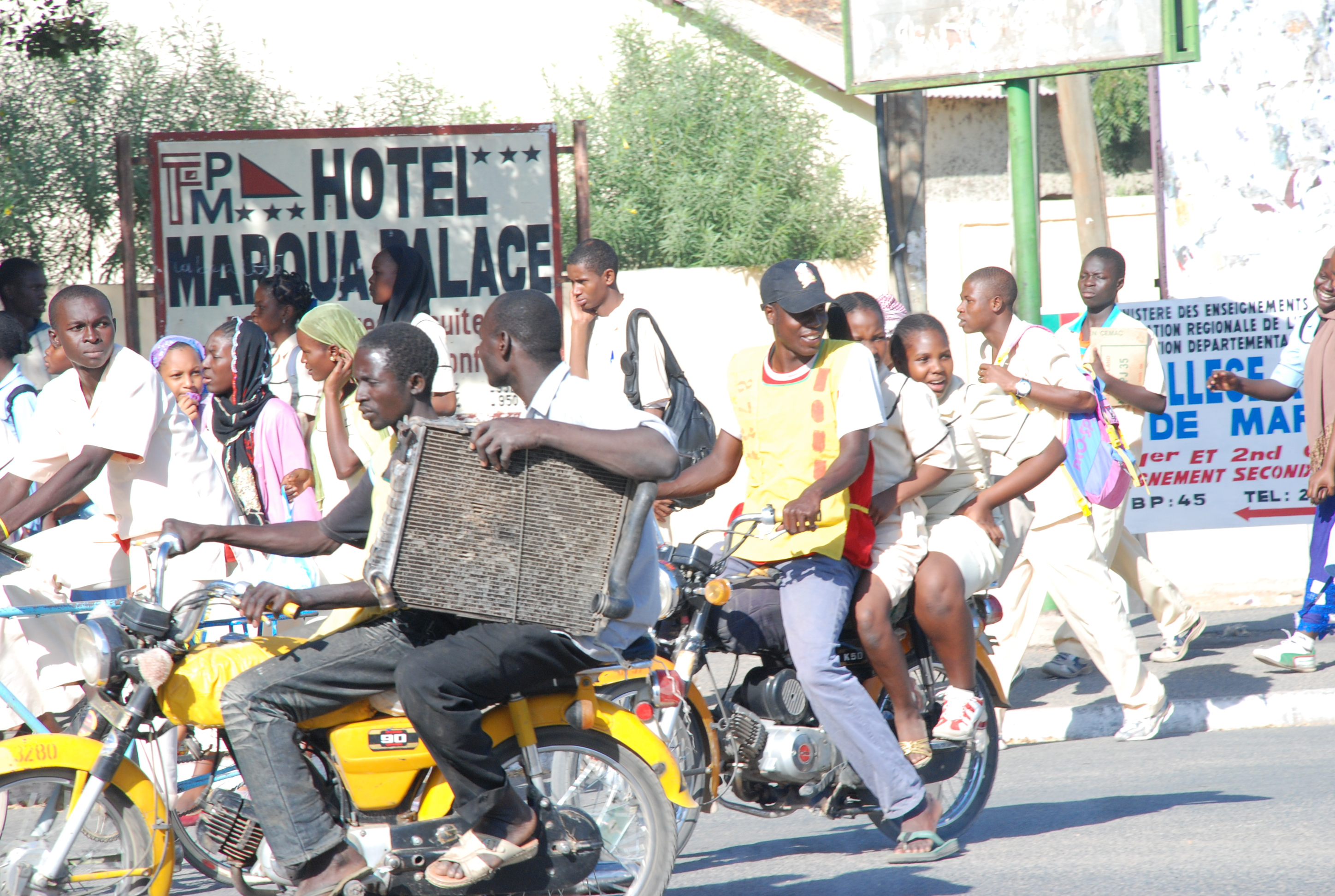

Im Norden befindet sich der Waza-Nationalpark. Westlich der Stadt findet sich Mokolo mit seinem Stausee. Von dort aus erreicht man noch weiter westlich das Dorf Rhumsiki in seiner berühmten Vulkanlandschaft, direkt an der nigerianischen Grenze liegend.

## Klimatabelle
|                       | Jan  | Feb  | Mär  | Apr  | Mai  | Jun  | Jul  | Aug  | Sep  | Okt  | Nov  | Dez  |   |      |
| Mittl. Tagesmax. (°C) | 31,9 | 34,9 | 38,3 | 40,0 | 37,8 | 34,6 | 31,6 | 30,5 | 32,0 | 34,8 | 34,6 | 32,6 | ⌀ | 34,5 |
| Mittl. Tagesmin. (°C) | 17,1 | 19,7 | 23,4 | 25,6 | 24,9 | 23,1 | 21,9 | 21,5 | 21,4 | 21,3 | 19,6 | 17,4 | ⌀ | 21,4 |
|                       |      |      |      |      |      |      |      |      |      |      |      |      |   |      |
| Niederschlag (mm)     | 0    | 0    | 2    | 19   | 63   | 103  | 197  | 235  | 131  | 26   | 0    | 0    | Σ | 776  |
|                       |      |      |      |      |      |      |      |      |      |      |      |      |   |      |
| Sonnenstunden (h/d)   | 9,2  | 9,5  | 8,9  | 8,2  | 8,2  | 7,5  | 6,2  | 6,2  | 6,9  | 8,3  | 9,5  | 9,6  | ⌀ | 8,2  |
|                       |      |      |      |      |      |      |      |      |      |      |      |      |   |      |
| Regentage (d)         | 0    | 0    | 0    | 2    | 6    | 9    | 13   | 14   | 10   | 2    | 0    | 0    | Σ | 56   |
|                       |      |      |      |      |      |      |      |      |      |      |      |      |   |      |
| Luftfeuchtigkeit (%)  | 29   | 25   | 25   | 31   | 56   | 66   | 76   | 80   | 77   | 60   | 31   | 32   | ⌀ | 49,2 |

| 17,1 |

| 19,7 |

| 23,4 |

| 25,6 |

| 24,9 |

| 23,1 |

| 21,9 |

| 21,5 |

| 21,4 |

| 21,3 |

| 19,6 |

| 17,4 |

| 17,1 |

| 19,7 |

| 23,4 |

| 25,6 |

| 24,9 |

| 23,1 |

| 21,9 |

| 21,5 |

| 21,4 |

| 21,3 |

| 19,6 |

| 17,4 |

## Söhne und Töchter der Stadt
- Tilo Frey (1923–2008), Schweizer Politikerin
- Sylvie Nantcha (* 1974), Politikerin und Germanistin
- Djaïli Amadou Amal (* 1975), Schriftstellerin und Frauenaktivistin
- Alioum Saidou (* 1978), Fußballspieler
- Estelle Johnson (* 1988), Fußballspielerin
- Alioum Saidou (* 1988), Fußballspielerin
- Michael Ngadeu-Ngadjui (* 1990), Fußballspieler
- Yaya Banana (* 1991), Fußballspieler